# Draft de l'NBA del 1980
El draft de l'NBA del 1980 va ser el 10 de juny del 1980.

## Primera ronda
|  | = All-Star     |
|  | = Hall of Fame |

| Nº | Jugador               | Nacionalitat | Equip de l'NBA                                        | Universitat/club anterior |
| -- | --------------------- | ------------ | ----------------------------------------------------- | ------------------------- |
| 1  | Joe Barry Carroll (C) | Estats Units | Boston Celtics (dels Detroit, cedit als Golden State) | Purdue                    |
| 2  | Darrell Griffith (SG) | Estats Units | Utah Jazz                                             | Louisville                |
| 3  | Kevin McHale (PF)     | Estats Units | Golden State Warriors (cedit als Boston)              | Minnesota                 |
| 4  | Kelvin Ransey (PG)    | Estats Units | Chicago Bulls                                         | Ohio State                |
| 5  | James Earl Ray (PF)   | Estats Units | Denver Nuggets                                        | Jacksonville              |
| 6  | Mike O'Koren (SF)     | Estats Units | New Jersey Nets                                       | North Carolina            |
| 7  | Mike Gminski (C)      | Estats Units | New Jersey Nets (dels Portland via San Diego)         | Duke                      |
| 8  | Andrew Toney (SG)     | Estats Units | Philadelphia 76ers (dels Indiana)                     | Southwestern Louisiana    |
| 9  | Michael Brooks (SF)   | Estats Units | San Diego Clippers                                    | La Salle                  |
| 10 | Ronnie Lester (PG)    | Estats Units | Portland Trail Blazers                                | Iowa                      |
| 11 | Kiki Vandeweghe (SF)  | Estats Units | Dallas Mavericks                                      | UCLA                      |
| 12 | Mike Woodson (SF)     | Estats Units | New York Knicks                                       | Indiana                   |
| 13 | Rickey Brown (C)      | Estats Units | Boston Celtics (cedit als Golden State)               | Mississippi State         |
| 14 | Wes Matthews (PG)     | Estats Units | Washington Bullets                                    | Wisconsin                 |
| 15 | Reggie Johnson (PF)   | Estats Units | San Antonio Spurs                                     | Tennessee                 |
| 16 | Clarence Whitney      | Estats Units | Kansas City Kings                                     | NC State                  |
| 17 | Larry Drew (PG)       | Estats Units | Detroit Pistons                                       | Missouri                  |
| 18 | Don Collins (SG)      | Estats Units | Atlanta Hawks                                         | Washington State          |
| 19 | John Duren (PG)       | Estats Units | Utah Jazz                                             | Georgetown                |
| 20 | Bill Hanzlik          | Estats Units | Seattle SuperSonics                                   | Notre Dame                |
| 21 | Monti Davis (SF)      | Estats Units | Philadelphia 76ers                                    | Tennessee State           |
| 22 | Chad Kinch (SG)       | Estats Units | Cleveland Cavaliers                                   | UNC-Charlotte             |
| 23 | Carl Nicks (PG)       | Estats Units | Denver Nuggets                                        | Indiana State             |

## Jugadors notables no escollits
| Nº  | Jugador            | Nacionalitat | Equip de l'NBA        | Universitat/club anterior |
| --- | ------------------ | ------------ | --------------------- | ------------------------- |
| 24  | Larry Smith (C)    | Estats Units | Golden State Warriors | Alcorn State              |
| 25  | Jeff Ruland (PF)   | Estats Units | Golden State Warriors | Iona                      |
| 35  | Rick Mahorn (PF)   | Estats Units | Washington Bullets    | Hampton Institute         |
| 37  | Butch Carter (SG)  | Estats Units | Los Angeles Lakers    | Indiana                   |
| 58  | Kurt Rambis (PF)   | Estats Units | New York Knicks       | Santa Clara               |
| 75  | Rory Sparrow (PG)  | Estats Units | New Jersey Nets       | Villanova                 |
| 141 | Lorenzo Romar (PG) | Estats Units | Golden State Warriors | Washington                |